# Marie-Inès Ayonga
Marie-Inès Ayonga, née en 1988 à Yaoundé et morte le 26 décembre 2023, est une actrice camerounaise. Elle se fait connaître en 2017 grâce à son rôle dans le film Mary Jane et la série Jugement dernier : en 2021, elle tient l'un des rôles principaux dans la série télévisée Les secrets de l'amour.

## Biographie

### Débuts
Marie-Inès Ayonga est originaire d'Okola dans le département de la Lekié dans la région du Centre. Elle est la quatrième d'une fratrie de neuf enfants. Elle fait ses débuts dans le cinéma en 2012 à travers la série Coup de tonnerre diffusée sur la télévision nationale CRTV. Elle suit par la suite une formation en jeu d'acteur à l’Institut Spécialisée des Métiers du Cinéma et de l’Audiovisuel d’Afrique Centrale.

### Carrière
En 2017, elle apparait à l'affiche du court métrage Mary Jane du réalisateur camerounais Frank Olivier Ndema. Le film connait un grand succès et remporte plusieurs prix. La même année, elle joue l'un des rôles principaux dans la série Jugement dernier diffusée sur la chaîne panafricaine A+. Elle y joue le rôle de Natacha. En 2018, elle est sélectionnée pour faire partie du casting de l'épisode Yaoundé de la série Les capitales africaines du réalisateur ivoirien Jean Noel Bah. En 2018, elle fait le doublage en français du film A Man for the Weekend et on la retrouve également dans la série Noir City d'André Mbang, produite par Aladji Touré.
En 2019, elle est invitée comme membre du jury court métrage internationaux au Festival cinéma et migrations d'Agadir au Maroc. Elle fait également partie du jury courts métrages internationaux aux côtés de Cyril Danina et Habi Touré. En 2021, elle apparaît à l'affiche de la série Les Secrets de l'amour diffusée sur TV5 Monde où elle joue le rôle de Kimberly Essono aux côtés de Benjamin Eyaga et Passy Ngah.
Marie-Inès Ayonga meurt de maladie le 26 décembre 2023 vers l’âge de 36 ans.

## Filmographie

### Séries télévisées
- 2012 : Coup de tonnerre
- 2017 : Jugement Dernier d' Elvis Noulem
- 2018 : Noir City Saison 1 d'André Mbang
- 2020 : Guerre des sexes de Simon William Kum
- 2021 : Rose écarlates de Frank Olivier Ndema
- 2021 : Les Secrets de l'amour de Benjamin Eyaga

### Longs métrages
- 2014 : Larme du crime de Francis Tene K.:
- 2017 : Orly de Francis Tene
- 2019 : Mon blanc à vendre de Linda Menfo

### Courts métrages
- 2016 : Les méandres de la vie de Francis Tene
- 2018 : Mary Jane de Frank Olivier Ndema

### Doublage
- A Man for the Weekend